# Claudio Guerín
Claudio Guerín, né en 1939 à Séville et mort le 16 février 1973 à Noia, est un réalisateur, scénariste, producteur de cinéma espagnol.

## Biographie

### Formation
Claudio Guerín Hill a passé son enfance et son adolescence à Alcalá de Guadaíra, Séville. Il suit une formation à l'Escuela Oficial de Cine (es), à Madrid, où il excelle en tant qu'étudiant brillant, obtenant une qualification officielle en réalisation de films. Pendant sa formation à l'Escuela, il collabore à la revue d'orientation marxiste Nuestro Cine et entame une relation sentimentale avec sa camarade de classe de l'époque, Pilar Miró. Comme projet de fin d'études, Guerin réalise (avec les futures réalisatrices Josefina Molina et Pilar Miró, respectivement assistante réalisatrice et scénariste) un moyen métrage intitulé Luciano, une histoire policière inspirée d'un fait réel et grâce auquel il obtiendra son diplôme officiel.

### Carrière
En 1968, il réalise le film Los desafíos (ca), produit par Elías Querejeta. Il s'agit d'un drame de 102 minutes qui présente trois épisodes avec trois manières différentes de voir et d'exprimer comment une situation apparemment normale finit par déboucher inexorablement sur une explosion de violence.
En 1971, il réalise un drame hispano-italien, La casa de las palomas (connu en Italie sous le titre Un solo grande amore). Avec des actrices de l'envergure d'Ornella Muti et de Lucia Bosè.
En 1973, il produit et réalise ce qui sera son dernier film, une coproduction franco-espagnole, Les Cloches de l'enfer, un film d'épouvante. Il raconte comment un détenu d'asile (Renaud Verley) punit sa tante (Viveca Lindfors) et ses trois filles avec des abeilles et des crochets. Le film met en scène Alfredo Mayo, entre autres,.
En 2018, le cinéaste andalou Jesús Ponce (es) a réalisé le documentaire intitulé La última toma qui lui est consacré, dans lequel il interviewe de multiples acteurs et techniciens liés à son travail.

### Mort
Il est mort dans un accident lors du tournage de Les Cloches de l'enfer. Un second clocher avait été construit dans l'église de Noia, relié par une passerelle en bois. Préparant un plan compliqué, Guerín voulut sauter de la passerelle à un surplomb de l'église, mais il perdit l'équilibre et tomba dans le vide d'une vingtaine de mètres ; il mourut avant d'arriver à l'hôpital. Juan Antonio Bardem a terminé le tournage de la dernière séquence restante.

## Filmographie
- 1965 : Luciano
- 1969 : Los desafíos (ca)
- 1969 : La última cinta (ca)
- 1972 : La casa de las palomas
- 1973 : Les Cloches de l'enfer (La campana del infierno)